# Simulium horvathi
Simulium horvathi är en tvåvingeart som först beskrevs av Günther Enderlein 1922.  Simulium horvathi ingår i släktet Simulium och familjen knott. Inga underarter finns listade i Catalogue of Life.